# Oberwang
Oberwang est une commune autrichienne du district de Vöcklabruck en Haute-Autriche.